# Roel Sterckx
Roel Sterckx (胡司德), (1969) is een Belgisch-Brits sinoloog.
Sterckx behaalde zijn bachelor en master in de sinologie tussen 1987 en 1991 aan de Katholieke Universiteit Leuven. Van 1989 deed hij in Leuven eveneens de PGCE/Agrégation History. Tussen 1991 en 1993 studeerde hij filosofie aan de National Taiwan University en in 1997 verwierf hij zijn doctoraat in de oriëntalistiek aan de Universiteit van Cambridge.
Roel Sterckx is professor Chinees aan de Universiteit van Cambridge en Fellow van het Clare College. Van 2006 tot 2012 was hij de secretaris-generaal van de European Association of Chinese Studies (歐洲漢學學會).

## Publicaties
- The Animal and the Daemon in Early China. Albany: State University of New York Press, 2002.
- Of Tripod and Palate: Food, Politics and Religion in Traditional China. New York: Palgrave MacMillan, 2005.
  - Reviews: Journal of the Royal Asiatic Society 16.2 (2006), 213-16; Monumenta Serica 54 (2006)
- The Empire of Sense: A Study of Food and Sacrifice in Early China
- The Moral and Material in Early China
- Het Kraken van de Schildpadschaal[dode link]
- A Bronze Menagerie: Mat Weights of Early China (Boston: Isabella Stewart Gardner Museum & University of Pittsburgh Press, 2006), met Michelle C. Wang, Eugene Wang en Guolong Lai.
- De l'Esprit aux Esprits: Enquête sur la notion de shen en Chine. Extrême-orient, Extrême-occident 29. Saint-Denis: Presses Universitaires de Vincennes, 2007; met Romain Graziani.
- Het Chinese denken. Amsterdam, 2021.